# Brittany Schussler
Brittany Anne Schussler (Winnipeg, 21 de abril de 1985) es una deportista canadiense que compitió en patinaje de velocidad sobre hielo.
Ganó cuatro medallas en el Campeonato Mundial de Patinaje de Velocidad sobre Hielo en Distancia Individual entre los años 2008 y 2012. Participó en dos Juegos Olímpicos de Invierno, ocupando el quinto lugar en Vancouver 2010 y el quinto en Sochi 2014, en la prueba de persecución por equipos.

## Palmarés internacional
| Campeonato Mundial en Distancia Individual | Campeonato Mundial en Distancia Individual | Campeonato Mundial en Distancia Individual | Campeonato Mundial en Distancia Individual |
| Año                                        | Lugar                                      | Medalla                                    | Prueba                                     |
| ------------------------------------------ | ------------------------------------------ | ------------------------------------------ | ------------------------------------------ |
| 2008                                       | Nagano (Japón)                             | Medalla de plata                           | Persecución por equipos                    |
| 2009                                       | Richmond (Canadá)                          | Medalla de oro                             | Persecución por equipos                    |
| 2011                                       | Inzell (Alemania)                          | Medalla de oro                             | Persecución por equipos                    |
| 2012                                       | Heerenveen (Países Bajos)                  | Medalla de plata                           | Persecución por equipos                    |